# Goertek
Goertek Inc. — китайская компания электронной промышленности, контрактный производитель акустических, оптических, электронных компонентов и изделий. Штаб-квартира расположена в Вэйфане. Входит в число крупнейших публичных компаний страны (в 2023 году заняла 1734-е место в рейтинге Forbes Global 2000). Контрольный пакет акций Goertek принадлежит Цзян Биню и его младшему брату Цзян Луну, которые входят в число богатейших миллиардеров Китая. 

## История
Компания Goertek была основана Цзян Бинем и его женой Ху Шуанмэй в июне 2001 года. В 2004 году к ним присоединился младший брат Цзян Биня — Цзян Лун. В мае 2008 года Goertek вышла на Шэньчжэньскую фондовую биржу, в ноябре 2011 года основала компанию Goertek Japan (Токио), в марте 2013 года основала компанию Goertek Vietnam. 
В октябре 2014 года Goertek купила контрольный пакет акций датского производителя акустического оборудования Dynaudio (Сканнерборг), в апреле 2015 года основала компанию Goertek Europe (Копенгаген) и подписала соглашение о стратегическом сотрудничестве с IBM. В феврале 2016 года Goertek приобрела датскую компанию AM3D (программные решения для улучшения звука в бытовой электронике), в июне 2016 года компания сменила название на Goertek Inc.
В июне 2017 года Goertek и Чанчуньский институт оптики, точной механики и физики Китайской академии наук основали в Циндао совместный исследовательский институт Чангуан. В ноябре 2017 года Goertek основала исследовательский центр прецизионных материалов при университете Цинхуа. В декабре 2017 года Goertek и Qualcomm создали в Циндао совместный инновационный центр. В мае 2018 года начала работу фабрика Goertek Electronics в Куньшане. В августе 2018 года Goertek и Чжэцзянский университет создали исследовательский центр оптики. 
В декабре 2018 года Tencent и Goertek разработали голосового робота. В июне 2019 года в Циндао был основан Исследовательский институт виртуальной реальности Goertek; в июле 2019 года Goertek подписала соглашение о стратегическом сотрудничестве с Yanfeng. В октябре 2020 года начал работу Goertek Electronic Information Industrial Park в Жунчэне.
В ноябре 2021 года Goertek начала сотрудничество с BYD в области развития беспилотных автомобилей. В мае 2023 года начал работу Goertek Optics Industrial Park в Вэйфане, в июле 2023 года в Шанхае открылся исследовательский центр Goertek Optics, в сентябре 2023 года в Циндао открылся Национальный инновационный центр виртуальной реальности Goertek.

## Деятельность
Goertek производит умные часы, фитнес-браслеты, беспроводные наушники (в том числе AirPods Max), аудио-очки, гарнитуры смешанной и виртуальной реальности (в том числе Meta Quest 2), 3D-очки, игровые контроллеры, панорамные камеры, беспилотные летательные аппараты, системы умного дома (в том числе умные колонки, «умные лампы» и бытовые роботы), а также сенсоры, камеры, микрофоны и динамики для смартфонов и планшетов; OLED-дисплеи и динамики для автомобилей и систем «умного дома»; антенны для смартфонов, планшетов и умных часов; оптические модули для приборов виртуальной и дополненной реальности, проекторов и систем HUD; микромоторы для систем вибрации, линзы, литые и штампованные корпусные детали (пластиковые, металлические и керамические). 
Среди крупнейших клиентов компании — Apple, Meta Platforms, Microsoft, Google, Plantronics, Cisco, Samsung Electronics, LG Electronics, Sony, Panasonic, Lenovo, Huawei, Xiaomi, Oppo.
Дочерняя компания Dynaudio производит профессиональное звукозаписывающее оборудование (в том числе студийные мониторы), а также домашние и автомобильные колонки.
По итогам 2022 года основные продажи Goertek пришлись на умное оборудование (60,1 %), умные аудио устройства (24,7 %) и прецизионные компоненты (13,4 %). Более 91 % оборота пришлось на зарубежные рынки, почти 9 % — на Китай.

### Структура
Производственные мощности Goertek расположены в городах Вэйфан, Циндао, Линьи, Вэйхай, Сучжоу, Шэньчжэнь, Дунгуань и Наньнин, а также во Вьетнаме (Нгеан и Бакнинь); исследовательские центры — в Циндао (микроэлектроника и виртуальная реальность), Шанхае (оптика), Пекине (прецизионные материалы), Нанкине, Сиане, Вэйфане, Шэньчжэне и Дунгуане, а также в Японии (Токио), Южной Корее (Сувон), Дании (Сканнерборг), Швеции и США (Санта-Клара); центр промышленного дизайна имеет кампусы в Циндао и Тайбэе.
- Weifang Goertek Electronics (Вэйфан)
- Weifang Goer Light (Вэйфан)
- Weifang Goertek Precision Manufacturing (Вэйфан)
- Weifang Goertek Communication Technology (Вэйфан)
- Weifang Lokomo Precision Industry (Вэйфан)
- Weifang Goertek Trading (Вэйфан)
- Goertek Optical Technology (Вэйфан)
- Goertek Dynaudio (Вэйфан)
- Goertek Technology (Циндао)
- Goertek Microelectronics (Циндао)
- Qingdao Goertek Technology (Циндао)
- Qingdao Goertek Precision Manufacturing (Циндао)
- Qingdao Goertek Commercial Factoring (Циндао)
- Qingdao Goertek Intelligent Sensor (Циндао)
- Qingdao Realtime Technology (Циндао)
- Olive Smart Hardware Investment Center (Циндао)
- Yishui Goertek Electronics (Ишуй)
- Beijing Goertek Technology (Пекин)
- Beijing Goertek Investment Management (Пекин)
- Nanjing Goertek Technology (Нанкин)
- Kunshan Goertek Electronics (Куньшань)
- Shanghai Goertek Technology (Шанхай)
- Goertek Investment (Шанхай)
- Dynaudio Shanghai (Шанхай)
- Shenzhen Goertek Technology (Шэньчжэнь)
- Shenzhen Mototek Smart Technology (Шэньчжэнь)
- Dongguan Goertek Electronic Technology (Дунгуань)
- Goertek Intelligence Technology (Дунгуань)
- Goertek Hong Kong (Гонконг)
- Goertek Technology Japan (Япония)
- Goertek Shin Nei Technology (Япония)
- Goertek Technology Korea (Южная Корея)
- Goertek Technology Taiwan (Тайвань)
- Goertek Technology Vietnam (Вьетнам)
- Goertek Vina (Вьетнам)
- Goertek Europe (Дания)
- Dynaudio Holding (Дания)
- Goertek Electronics Inc. (США)

## Акционеры
Основными акционерами Goertek являются Цзян Бинь (19,79 %), China Securities Finance Corporation (2,83 %), Цзян Лун (2,13 %), Чэнь Шихуэй (0,72 %), Tianan Life Insurance (0,68 %), Dajia Life Insurance (0,6 %), China Taiping Insurance (0,58 %), China Asset Management (0,56 %) и Hongde Fund Management (0,46 %).